# PAN Records
PAN Records is een Nederlands platenlabel, dat zich richt op het uitbrengen van traditionele muziek, etnische muziek en wereldmuziek. Het label, dat zijn naam ontleent aan de Griekse fluitspelende god Pan, werd in 1976 als Stichting Pan Muziekdocumentatie opgericht door de Haagse folkband King's Galliard. In 1978 trad Bernard Kleikamp als secretaris/penningmeester tot het bestuur toe. In 1988 nam Kleikamp de zaak over, veranderde de naam in Pan Records, hief de Stichting op en exploiteerde vanaf dan Pan Records als commerciële onderneming. Het is gevestigd in Leiden.
De eerste plaat kwam uit in 1976. Stg. Pan Muziekdocumentatie werkte toen met lokale en regionale musici die actief waren in de West-Europese traditionele muziek en volksmuziek. Na de introductie van de cd in 1986 en de naamswijziging in 1988 heeft het label zijn grenzen verlegd en brengt het traditionele muziek uit de hele wereld uit. Het gaat hier om niet-commerciële muziek. Het label richt zich (maar niet exclusief) op verschillende regio's, zoals de Kaukasus, Centraal-Azië en bijvoorbeeld Oost- en Zuidoost-Europa. Een en ander weerspiegelt de belangstelling van de etnomusicologen waarmee het label samenwerkt. Deze specialisten schrijven ook de teksten van de cd-boekjes. 
Op het label is ook werk uitgekomen van Nederlandstalige artiesten (zoals Ronald van Rillaer, Crackerhash, Pekel en De Kantlijn) en Nederlandse troubadours en straatartiesten (bijvoorbeeld van Yann Lawick). 
Het label heeft in zijn bestaan bijna vierhonderd platen uitgebracht.